# Wuvula ochracea
Wuvula ochracea är en nässeldjursart som först beskrevs av Mayer 1910.  Wuvula ochracea ingår i släktet Wuvula och familjen Laodiceidae. Inga underarter finns listade i Catalogue of Life.